# ترافلبورت

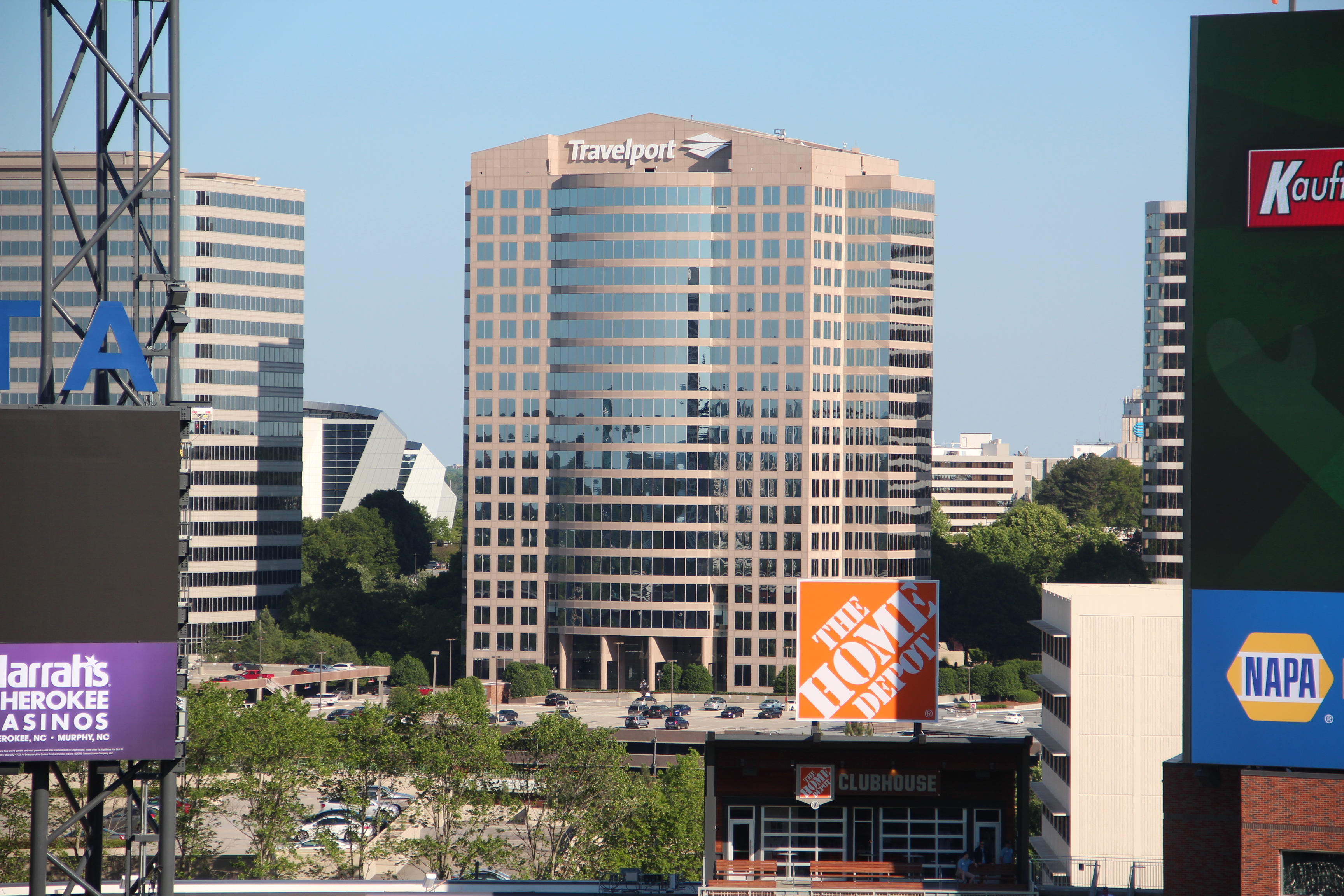
مكاتب ترافلبورت في كمبرلاند، جورجيا

ترافلبورت (Travelport Worldwide Ltd) هي شركة أمريكية تقدم حلول التوزيع والتكنولوجيا والدفع لقطاع السفر والسياحة. تعتبر أصغر شركة نظام توزيع عالمي (جي دي إس) من حيث الإيرادات، ولكنها تعد واحدة من بين أكبر ثلاثة أنظمة توزيع عالمية (GDS) بعد مجموعة أماديوس لتقنية المعلومات وشركة سابر.
كما تقدم الشركة خدمات تكنولوجيا المعلومات لشركات الطيران، مثل التسوق وحجز التذاكر ومراقبة المغادرة.

## تاريخ
تأسست الشركة من قبل سندانت في عام 2001 بعد استحواذها على غاليليو (جي دي إس) مقابل 2.9 مليار دولار وتشيب تيكت مقابل 425 مليون دولار.
في عام 2004، استحوذت الشركة على «أوربيتز» مقابل 1.25 مليار دولار و «فليرفيو ترافيل» مقابل 88 مليون دولار.
في عام 2005، استحوذت الشركة على (eBookers) مقابل 350 مليون دولار وشركة (Gullivers Travel Associates) مقابل 1.1 مليار دولار.
في أغسطس 2006، باعت سندانت أوربيتز وغاليليو إلى مجموعة بلاكستون مقابل 4.3 مليار دولار، مشكلة ترافلبورت.
في أغسطس 2007، استحوذت ترافلبورت على شركة وورلد سبان مقابل 1.4 مليار دولار.
في يوليو 2007، أكملت الشركة الانقسام الجزئي للشركة من Orbitz عبر طرح عام أولي.
في مايو 2010، استحوذت الشركة على (Sprice.com).
في عام 2011، باعت الشركة (Gullivers Travel Associates) لشركة (Kuoni Travel) مقابل 720 مليون دولار.
في 25 سبتمبر 2014، أصبحت الشركة شركة عامة من خلال طرح عام أولي في بورصة نيويورك.
في عام 2015، استحوذت ترافلبورت على (Mobile Travel Technologies) مقابل 55 مليون يورو.

## جوائز
في عام 2017، كانت ترافلبورت هي أول نظام توزيع عالمي يحصل على شهادة المستوى 3 من اتحاد النقل الجوي الدولي (قدرة التوزيع الجديدة) كمجمع لمحتوى السفر. في عام 2018، أصبحت أول مشغل نظام التوزيع العالمي (جي دي إس) يدير الحجز المباشر للرحلات باستخدام معيار (NDC).

## استحواذ
في 30 مايو 2019، تم الاستحواذ على الشركة من قبل الشركات التابعة لـ «مجموعة سيريس كابيتال» (Siris Capital Group) و «إيفرغرين كوست» (Evergreen Coast Capital)، إحدى الشركات التابعة لشركة شركة إليوت للإدارة، مقابل 4.4 مليار دولار.